# 乔德雷尔动物学和比较解剖学教授
乔德雷尔动物学和比较解剖学教授（英語：Jodrell Professor of Zoology and Comparative Anatomy）是伦敦大学学院的一个教授讲席，原称动物学和比较解剖学教授（英語：Professor of Zoology and Comparative Anatomy）是英格兰的大学中的第一个动物学和比較解剖學教授讲席，1874年受托马斯·乔德雷尔·菲利普斯·乔德雷尔赞助改为现名。在1948年之前乔德雷尔教授也兼任格兰特动物学博物馆馆长。

## 动物学和比较解剖学教授
- 1827-1874 罗伯特·爱德蒙·格兰特

## 乔德雷尔动物学和比较解剖学教授
- 1874-1889 雷·兰克斯特爵士
- 1889-1899 拉斐尔·韦尔登
- 1899-1906 爱德华·阿尔弗雷德·明钦
- 1906-1921 詹姆斯·彼得·希尔
- 1921-1951 D·M·S·沃特森
- 1951-1962 彼得·梅达沃爵士
- 1962-1970 迈克尔·阿伯克龙比
- 1970-1991 阿夫里奥·密契森
- 2019-现在 Maximilian J. Telford